# マイ・レフトフット
『マイ・レフトフット』（My Left Foot）は、1989年のアイルランド・イギリスの伝記映画。監督はジム・シェリダン、出演はダニエル・デイ＝ルイスとブレンダ・フリッカーなど。生まれつき脳性麻痺で左足しか動かすことのできないクリスティ・ブラウンの同名の自伝を映画化した作品。
第62回アカデミー賞ではダニエル・デイ＝ルイスが主演男優賞、ブレンダ・フリッカーが助演女優賞を受賞した。

## ストーリー
1932年にアイルランド・ダブリンで22人兄弟の10番目に生まれたクリスティ・ブラウンは生まれつき小児麻痺で立つことも話すこともできず唯一左足のみ、かろうじて動かすことができた。
少年期のクリスティは街の人々からは厄介者扱いされ、冷たい視線を受けた。しかし心優しい母・ブリジットは多くの子供を抱える貧困生活でありながらクリスティを見捨てずに支え続け、他の兄弟姉妹達もクリスティを対等に接した。家族で唯一、レンガ職人の父・パディは息子の障害を受け入れることができず、クリスティを罵倒していた。ところがある日、クリスティは父に「言葉もわからないし字も扱えない」と侮蔑された悔しさから左足にチョークを持つと、必死に這いずり回りながら床に初めての字「MOTHER」を書いて見せる。これに感動した父はようやくクリスティを自分の息子として認める。

## キャスト
- クリスティ・ブラウン（英語版）: ダニエル・デイ＝ルイス（機内版吹替：納谷六朗）
  - 少年期: ヒュー・オコナー（英語版）
- ブリジット・ブラウン: ブレンダ・フリッカー - クリスティの母。
- パディ・ブラウン: レイ・マカナリー - クリスティの父。
- アイリーン・コール: フィオナ・ショウ - 医師。
- キャッスルウェランド卿: シリル・キューザック - 慈善パーティー主催者。
- ピーター: エイドリアン・ダンバー - 画廊の主人。アイリーンの恋人。
- メアリー・カー: ルース・マッケイブ - 看護師。クリスティの妻に。
- シャロン・ブラウン: カーステン・シェリダン（英語版）（ジム・シェリダン監督の娘） - クリスティの妹。

## 受賞
第62回アカデミー賞：
- 受賞

主演男優賞（ダニエル・デイ＝ルイス）
助演女優賞（ブレンダ・フリッカー）
- ノミネート

作品賞 / 監督賞 / 脚色賞
英国アカデミー賞（BAFTA）：
- 受賞

主演男優賞（ダニエル・デイ＝ルイス）
助演男優賞（レイ・マカナリー）※死後受賞
- ノミネート

作品賞 / 脚色賞 / メイクアップ＆ヘア賞
英国映画協会によるベスト100作品（100 Best British Films）：53位

## 日本語版スタッフ
- 日本語字幕：石田泰子